# Морбиан (департамент)
Морбиан (на френски: Morbihan) е департамент в регион Бретан, северозападна Франция. Образуван е през 1790 година от части на провинция Бретан и получава името на залива Морбиан. Площта му е 6823 км², а населението – 748 982 души (2016). Административен център е град Ван.